# Col Donohue
Pour les articles homonymes, voir Donohue.
Le col Donohue (en anglais : Donohue Pass) est un col de montagne américain, dans la Sierra Nevada, en Californie. Situé à une altitude de 3 373 mètres entre le mont Lyell et le pic Donohue, il constitue la limite entre le comté de Tuolumne au nord-ouest et le comté de Mono au sud-est. Il sépare également la Yosemite Wilderness, dans le parc national de Yosemite, de l'Ansel Adams Wilderness, dans la forêt nationale d'Inyo. Il est franchi par le John Muir Trail et le Pacific Crest Trail.